# Benzatropin
Benzatropin ist ein Arzneistoff aus der Gruppe der Anticholinergika. Es wird in der Behandlung bestimmter motorischer Bewegungsstörungen verwendet, wie sie unter anderem bei der Parkinson-Krankheit oder als Nebenwirkung einer Behandlung mit Neuroleptika auftreten. 
Pharmazeutisch verwendet wird Benzatropinmesilat, das Salz aus Benzatropin und Methansulfonsäure.

## Wirkungsmechanismus
Benzatropin ist ein zentral wirkendes Anticholinergikum. Die Kombination aus dem Tropin-Gerüst des Atropins und dem Benzohydryl-Gerüst des Diphenhydramins ist für die pharmakologische Wirkung verantwortlich. Benzatropin blockiert die Wirkung von Acetylcholin und greift regulierend in ein Ungleichgewicht zwischen den Neurotransmittern Acetylcholin und Dopamin ein, was seine Verwendung in der Behandlung der Symptome einer frühen Parkinson-Erkrankung ermöglicht.
Tierexperimentelle Untersuchungen weisen darauf hin, dass die anticholinerge Wirkung etwa die Hälfte der des Atropins beträgt, währenddessen die antihistaminsche Wirkung der des Pyrilamin entspricht. Benzatropin wirkt zudem als funktioneller Hemmer der sauren  Sphingomyelinase (FIASMA).

## Anwendungsgebiete
Benzatropin ist angezeigt zur Behandlung von:
- medikamentöses Parkinsonoid, Akathisie und akute Dystonie
- Parkinson-Krankheit
- idiopathische oder sekundäre Dystonie

Die Studienlage über den Einfluss von Anticholinergika auf das Auftreten einer tardiven Dyskinesie als unerwünschte Spätfolge der Behandlung mit Neuroleptika ist uneinheitlich. Es wurde sowohl günstiger Einfluss als auch kein Einfluss festgestellt.

## Nebenwirkungen
Grundsätzlich werden bei Anticholinergika an Nebenwirkungen beobachtet:
- Mundtrockenheit
- verschwommenes Sehvermögen
- Gedächtnisstörungen
- Obstipation
- Harnverhaltung
- Tachykardie
- Appetitlosigkeit
- Psychosen (Überdosierung)

## Handelsnamen
- Cogentin